# 1720 год в музыке

## События
- Апрель — Королевская академия музыки в Лондоне поставила первую оперу.
- Итальянский композитор и виолончелист Джованни Баттиста Бонончини переезжает в Лондон, где прожил до 1732 года, став одним из наиболее заметных конкурентов Генделя.
- Доменико Скарлатти переезжает в Лиссабон, где начинает давать уроки музыки принцессе Марии Магдалене Барбаре.
- Опубликовано (без указания автора) сатирическое сочинение «Модный театр» (итал. ll Teatro alia moda), направленное против многочисленных условностей итальянской оперы того времени. Автором считается итальянский композитор и музыкальный писатель Бенедетто Марчелло.

## Классическая музыка
- Иоганн Себастьян Бах — «Прелюдия до минор для лютни, BWV 999» (нем. Präludium c-Moll BWV 999).
- Ян Йозеф Игнац Брентнер (чеш. Jan Josef Ignác Brentner) — Horae Pomeridianae.
- Марен Марэ — Sonnerie de Ste-Geneviève du Mont-de-Paris.
- Алессандро Скарлатти — «Месса ди Санта Чечилия» (итал. Messa di Santa Cecilia).
- Жан Фери Ребель — танцевальная симфония «Терпсихора».

## Опера
- Антонио Мария Бонончини — Nino.
- Георг Фридрих Гендель — Radamisto.
- Иоганн Давид Хайнихен (нем. Johann David Heinichen) — Flavio Crispo.
- Леонардо Лео — «Гай Гракх» (итал. Caio Gracco).
- Джованни Порта (итал. Giovanni Porta) — Numitore.
- Антонио Вивальди — «Истина в испытании» (итал. La verità in cimento)

## Родились
- 4 января — Иоганн Фридрих Агрикола, немецкий органист и композитор (умер 12 ноября 1774).
- 20 августа — Бернар де Бюри (Bernard de Bury), французский придворный музыкант и композитор (умер 19 ноября 1785).
- 17 октября — Мария Тереза Аньези, итальянская пианистка и композитор, младшая сестра знаменитой женщины-математика Марии Гаэтаны Аньези (умерла 19 января 1795).
- 16 ноября — Карло Антонио Кампиони (итал. Carlo Antonio Campioni), итальянский композитор, коллекционер старинной музыки (умер 12 апреля 1788).

Предположительно —
- Апрель — Бернхард Йоахим Хаген (нем. Bernhard Joachim Hagen), немецкий композитор, скрипач и лютнист (умер 9 декабря 1787).
- Хуан Баптиста Пла (исп. Joan Baptista Pla), испанский гобоист и композитор (умер в 1773).

## Умерли
- 7 июля — Мария Барбара Бах (нем. Maria Barbara Bach), первая жена Иоганна Себастьяна Баха (родилась 20 октября 1684).
- 27 июля — Иоганн Самуэль Велтер (нем. Johann Samuel Welter), немецкий композитор (родился в 1650).
- дата неизвестна — Жан Оттетер (фр. Jean Hotteterre), французский композитор и музыкант, брат Жака Оттетера.

Предположительно —
- Антония Бембо (итал. Antonia Bembo), итальянская певица и композитор (родилась в 1640).
- Жан-Батист Лойе из Гента (Jean Baptiste Loeillet of Ghent), бельгийский композитор, называл себя Лойе из Гента во избежание путаницы с двоюродным братом Жан-Батистом Лойе из Лондона (родился 6 июля 1688).
- Иоганн Шпет (нем. Johann Speth), немецкий органист и композитор (родился 9 ноября 1664).